# Tanger (lied)
Tanger is een lied van de Nederlandse rappers Ashafar, Lijpe en Henkie T. Het werd in 2023 als single uitgebracht.

## Achtergrond
Tanger is geschreven door Max Meurs, Zakaria Abouazzaoui, Abdel Achahbar en Henk Mando en geproduceerd door Monsif. Het is een nummer dat past in het genre nederhop en trap. In het lied wordt er gerapt over hun levensstijlen, rijkdommen en successen. Het is de eerste keer dat de drie artiesten samen op een lied te horen zijn. Wel werd er al onderling samengewerkt. Ashafar en Lijpe deden dit op Bye bye bye, Voor jou en Wie. Lijpe en Henkie T waren eerder beiden te horen op Love is fake, Roadrunner, Levelen up, Ik weet niet en Heavy.

## Hitnoteringen
De artiesten hadden succes met het lied in de hitlijsten van Nederland. Het stond op de 62e plaats van de Nederlandse Single Top 100 in de enige week dat het in deze hitlijst stond. Er was geen notering in de Nederlandse Top 40; het kwam hier tot de achttiende positie van de Tipparade. 